# کانتون شمالی (اوهایو)
کانتون شمالی(به انگلیسی: North Canton) شهری در ایالت اوهایو کشور ایالات متحده آمریکا است که جمعیت آن در سرشماری سال ۲۰۱۰ میلادی، ۱۷٬۴۸۸ نفر بوده‌است.